# Kyffhäusers voetbalkampioenschap 1932/33
In 1932/33 werd het zestiende en laatste Kyffhäusers voetbalkampioenschap gespeeld, dat georganiseerd werd door de Midden-Duitse voetbalbond. BSC Sangerhausen werd kampioen en plaatste voor de Midden-Duitse eindronde. De club verloor van FC Germania 1900 Halberstadt. 
Na dit seizoen kwam de Nationaalsocialistische Duitse Arbeiderspartij aan de macht en werd de competitie grondig geherstructureerd. De overkoepelende voetbalbonden werden afgeschaft en ruimden plaats voor 16 Gauliga's. De kampioen van Kyffhäuser werd te licht bevonden voor de Gauliga Mitte en werd niet geselecteerd. Ook in de volgende jaren zou geen van de clubs de promotie behalen. De top twee plaatste zich voor de Bezirksklasse Halle-Merseburg. De overige teams bleven in de Kyffhäuserse competitie, die als Kreisklasse nu de derde klasse werd. 

## Gauliga
| Plaats | Club                                  | Wed. | W  | G | V  | Saldo | Ptn.  |
| ------ | ------------------------------------- | ---- | -- | - | -- | ----- | ----- |
| 1.     | BSC 1907 Sangerhausen                 | 18   | 12 | 5 | 1  | 46:22 | 29:7  |
| 2.     | SV Wacker 1905 Nordhausen             | 18   | 12 | 1 | 5  | 58:27 | 25:11 |
| 3.     | Polizei VfL Sondershausen             | 18   | 11 | 1 | 6  | 37:24 | 23:13 |
| 4.     | VfB Oberröblingen                     | 18   | 8  | 3 | 7  | 31:27 | 19:17 |
| 5.     | Sportfreunde Klostermansfeld-Benndorf | 18   | 8  | 2 | 8  | 30:42 | 18:18 |
| 6.     | SpVgg Preußen 1905 Nordhausen         | 18   | 8  | 1 | 9  | 35:40 | 17:19 |
| 7.     | SpVgg 1919 Eisleben                   | 18   | 7  | 2 | 9  | 42:41 | 16:20 |
| 8.     | VfB 1906 Sangerhausen                 | 18   | 7  | 2 | 9  | 36:40 | 16:20 |
| 9.     | VfB 1909 Eisleben                     | 18   | 4  | 3 | 11 | 33:51 | 11:25 |
| 10.    | SC Merkur Volkstedt                   | 18   | 3  | 0 | 15 | 21:55 | 6:30  |

|  | Kampioen, geplaatst voor Midden-Duitse eindronde en Bezirksklasse Halle-Merseburg 1933/34 |
|  | Geplaatst voor Bezirksklasse Halle-Merseburg 1933/34                                      |
|  | Degradatie naar Kreisklasse Kyffhäuser                                                    |